# 416. strelska divizija (ZSSR)
416. strelska divizija (izvirno rusko 416. стрелковая дивизия; kratica 416. SD) je bila strelska divizija Rdeče armade v času druge svetovne vojne.

## Zgodovina
Divizija je bila ustanovljena decembra 1941 in januarja 1942 preimenovana v 146. strelsko divizijo.
Ponovno je bila ustanovljena marca 1942.